# César de Bourbon, duce de Vendôme
César de Bourbon, Légitimé de France (3 iunie 1594 – 22 octombrie 1665), Duce de Vendôme, a fost fiul regelui Henric al IV-lea al Franței și a metresei acestuia, Gabrielle d'Estrées. Prin fiica sa, Élisabeth de Bourbon, César a fost stră-stră-străbunicul regelui Ludovic al XV-lea al Franței. De asemenea,  César de Bourbon este strămoșul regelui Juan Carlos I al Spaniei, al regelui Albert al II-lea al Belgiei, a lui Henri, Mare Duce de Luxemburg și a lui Vittorio Emanuele, Prinț de Neapole, un pretendent al tronului italian.

## Biografie
S-a născut la castelul Coucy în regiunea Picardia; părinții lui și-au început relația în 1591 iar César a fost primul copil al cuplului. A fost recunoscut în 1595 și numit Duce de Vendôme de tatăl său în 1598. Ducatul de Vendôme era deținut de Casa de Bourbon din 1393, la acel moment fiind un comitat ridicat apoi de regele Ludovic al XII-lea al Franței la ducat.
César a fost logodit în 1598 cu Françoise de Lorena, "... una dintre cele mai bogate moștenitoare din Franța". În 1599, César a devenit Duce de Beaufort și Duce de Étampes în urma decesului mamei lui ca urmare a unui avort. 
Tatăl său, regele Henric al IV-lea, a fost îndurerat în special din cauza zvonurilor că metresa sa a fost otrăvită. A purtat doliu negru ceea ce nici un monarh francez anterior nu a făcut înainte și i-a oferit funerarii ca unei regine. 
César a fost primul fiu al tatălui său însă din cauza nelegitimității lui nu îi era permis să moștenească tronul; fratele său vitreg, viitorul Ludovic al XIII-lea al Franței a fost născut în septembrie 1601 spre bucuria regelui.
La 16 iulie 1608, la Château de Fontainebleau, el s-a căsătorit cu Françoise de Lorena (d. 1669), bogata moștenitoare a lui Philippe Emmanuel, Duce de Mercœur. Françoise era moștenitoarea legală a vastelor ducate Mercœur și Penthièvre.
César a fost implicat în mai multe intrigi de curte în timpul domniei fratelui său vitreg Ludovic al XIII-lea. Implicat în conspirația contelui de Chalais împotriva cardinalului Richelieu, el și fratele său Alexandre, cavaler de Vendôme au fost închiși la castelul Vincennes în 1626. A fost eliberat în 1630 și exilat în Olanda.
În 1632, el s-a întors în Franța însă curând a fost acuzat că a complotat împotriva lui Richelieu și a fost exilat din nou, de data asta în Anglia. Nu s-a mai întors în Franța până în 1642. Căsătoria fiului său Louis cu Laura Mancini (nepoata cardinalului Mazarin) l-a reconcilat cu Mazarin și a sprijinit-o pe Ana de Austria pe parcursul Frondei. 
S-a împăcat cu fratele său vitreg în decembrie 1642, cu un an înainte de moartea regelui și la începutul domniei nepotului său, Ludovic al XIV-lea. Împăcarea a avut loc după moartea lui Richelieu.